# Колозімі
Колозімі (італ. Colosimi, сиц. Culuòsimi) — муніципалітет в Італії, у регіоні Калабрія,  провінція Козенца.
Колозімі розташоване на відстані близько 460 км на південний схід від Рима, 30 км на північний захід від Катандзаро, 25 км на південний схід від Козенци.
Населення — 1266 осіб (2014).

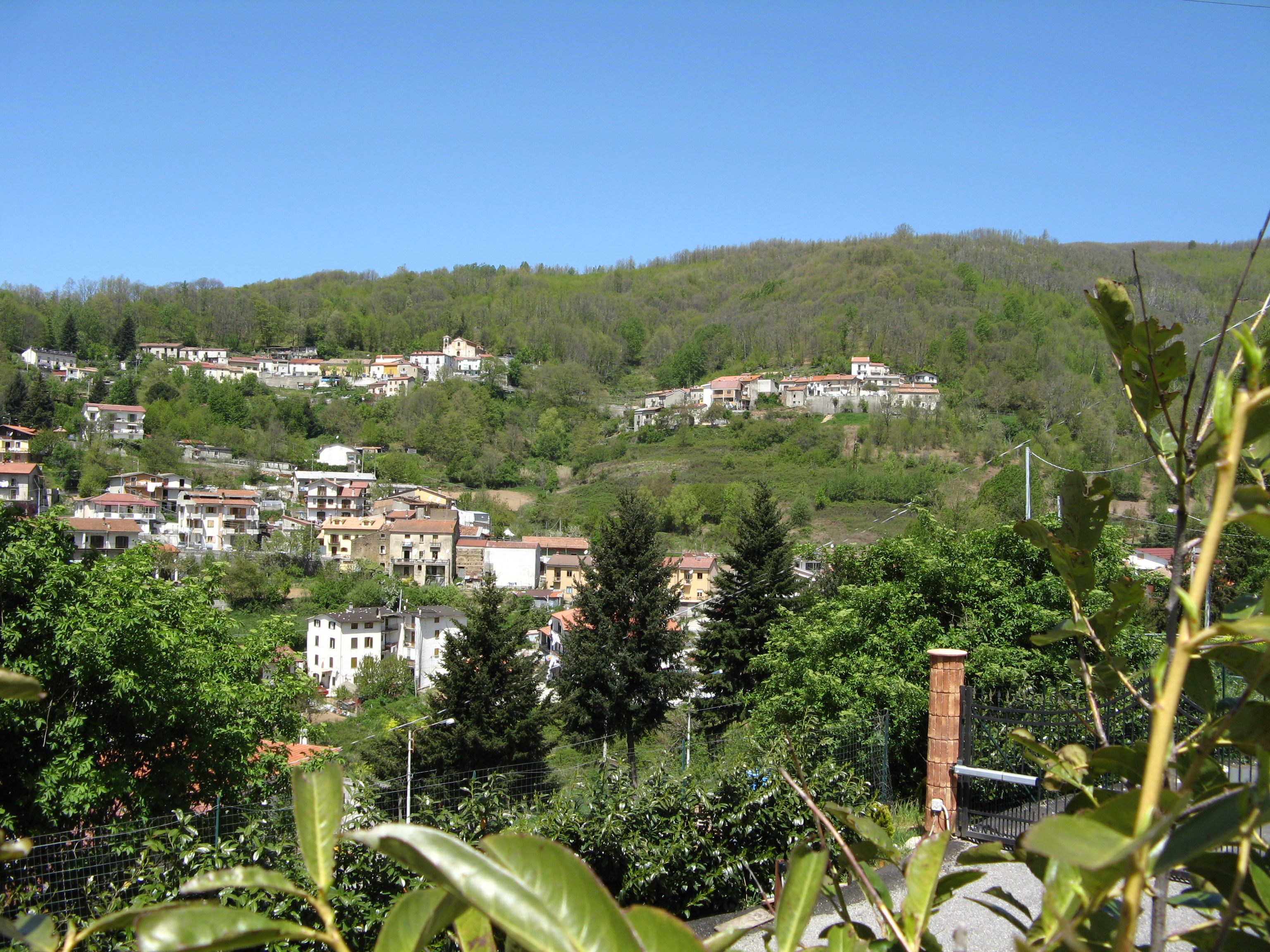

Щорічний фестиваль відбувається 15 серпня. Покровитель — SS. Maria Assunta.

## Демографія
Населення за роками:

Станом на 1 січня 2023 року в муніципалітеті офіційно проживав 31 іноземець з 12 країн, серед них 4 громадяни країн Євросоюзу та 2 громадяни України.

## Сусідні муніципалітети
- Б'янкі
- Карпанцано
- Марці
- Паренті
- Педівільяно
- Шильяно
- Сорбо-Сан-Базіле
- Соверія-Маннеллі
- Таверна